# Sybra marcida
Sybra marcida là một loài bọ cánh cứng trong họ Cerambycidae.